# Puerto de Berbera
El Puerto de Berbera(en somalí: Dekedda Berbera, en árabe: ميناء بربرة‎), es el puerto oficial de la ciudad de Berbera, capital comercial de Somalilandia.

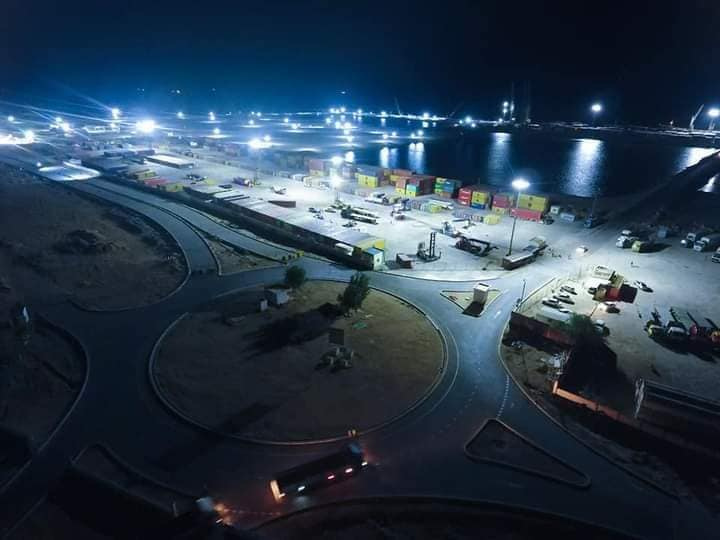
Berbera port View at night

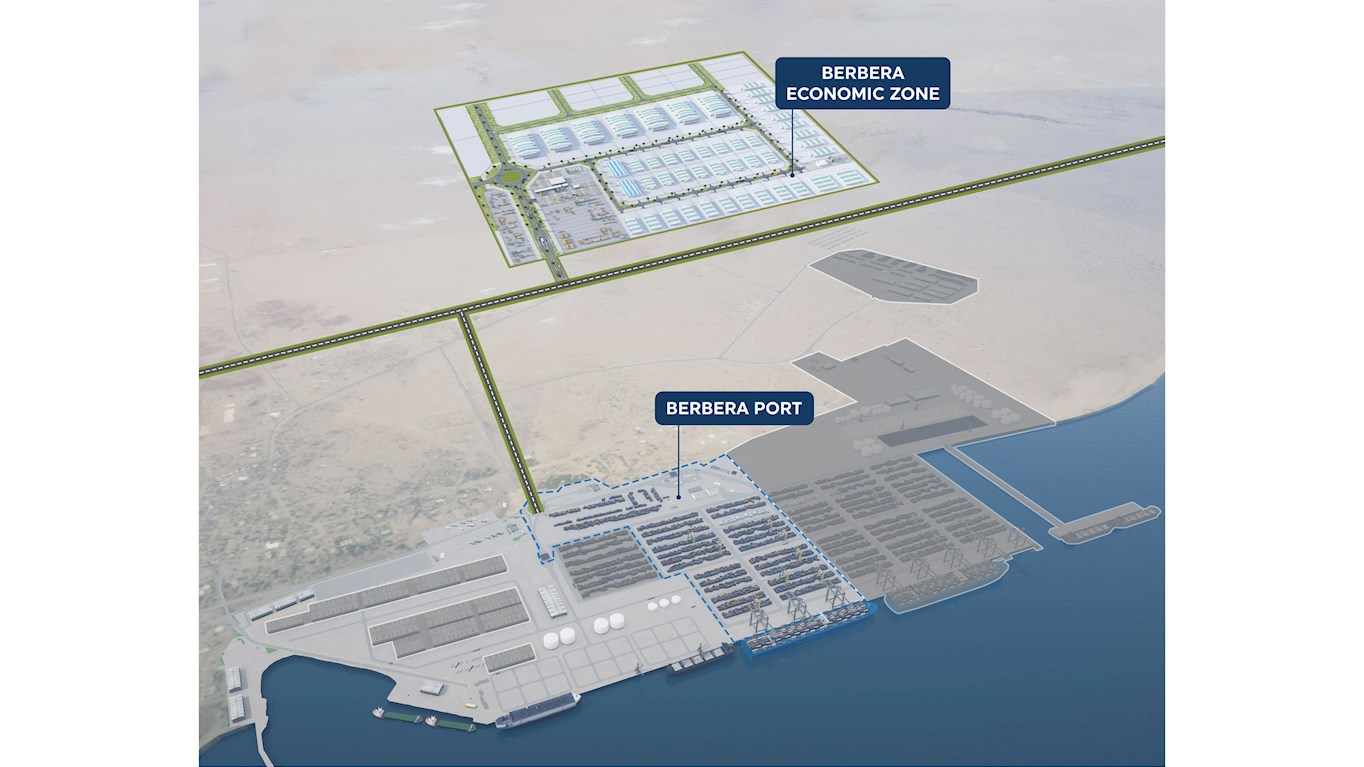
New DP World Berbera DP World Berbera Masterplan.

El puerto sirvió históricamente como una base militar naval para el gobierno central de la República democrática somalí. Tras el acuerdo de 1962 entre la República Somalí y la Unión Soviética, las instalaciones del puerto fueron mejoradas y patrocinada por los soviéticos. Posteriormente fue expandido y usado por las fuerzas militares de Estados Unidos, luego de que las autoridades somalíes se aliaran con el gobierno estadounidense.